# أزمة الكرسي المنخفض

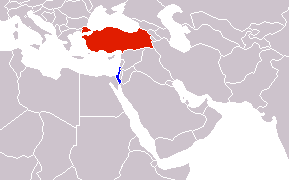
أزمة الكرسي المنخفض بين تركيا وإسرائيل

أزمة الكرسي المنخفض (بالتركية: Kriz düşük sandalyenin) هي أزمة دبلوماسية بين تركيا وإسرائيل، اندلعت الأزمة يوم 11 يناير 2010 بعد أن أهان داني أيالون نائب وزير الخارجية الإسرائيلي السيد أحمد أوغوز تشليكول (بالتركية: Oğuz Çelikkol) السفير التركي المعتمد بتل أبيب، وأجلسه أمام الصحافة الإسرائيلية على كرسي منخفض.

## الإهانة
تعمدت الديبلوماسية الإسرائيلية أثناء اللقاء بالقدس، إجلاس السفير التركي على كرسي منخفض، في حين جلس أيالون ومسؤولان آخران أمامه على كراسي مرتفعة. وتلفظ أيالون باللغة العبرية للصحفيين الذين سمح لهم بالتقاط الصور «لاحظوا أنه يجلس على كرسي منخفض ونحن على كراسي مرتفعة، وأن هناك علما إسرائيليا فقط، وأننا لا نبتسم».
وفي أول رد فعل على هذه المعاملة استدعت وزارة الخارجية التركية السفير الإسرائيلي لديها غابي ليفي للاحتجاج.